# Vojčice
Vojčice (in ungherese Vécse) è un comune della Slovacchia facente parte del distretto di Trebišov, nella regione di Košice.